# Jauréguiberry (cuirassé)
Pour l'escorteur d'escadre en service entre 1955 et 1977, voir Jauréguiberry (D637).
Pour les articles homonymes, voir Jauréguiberry.
Le Jauréguiberry fut un cuirassé d'escadre à tourelles appartenant à la « flotte d'échantillons » annonçant les classes de pré-dreadnought futures. Il fut construit en 1893, désarmé en 1920 et démoli en 1934.
Le navire prit le nom de l'amiral Jean Bernard Jauréguiberry (1815-1887) qui fut ministre de la marine par deux fois en 1879-1880 et en 1882-1883.

## Conception

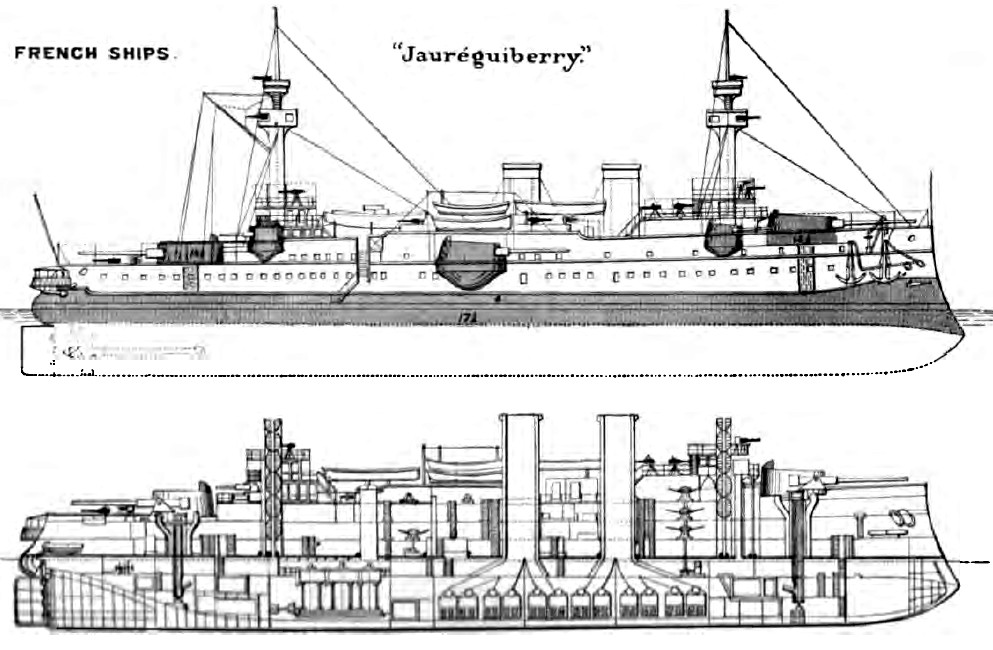
Dessin en coupe du Jauréguiberry.

Le Jauréguiberry, comme les Charles Martel, Carnot, Masséna et Bouvet, est issu du programme naval de 1890 dit « flotte d'échantillons ». Les cinq cuirassés ont été construits sur des plans différents : le programme minimal spécifiait seulement la composition de l'artillerie principale et le déplacement maximal de 12 000 tjb.

## Histoire
Le bâtiment fut mis sur cale aux chantiers de La Seyne-sur-Mer en 1890. Il fut lancé en 1893.
Sous le commandement du capitaine de vaisseau Auguste René Beaussant, il prit part à l'opération alliée de débarquement aux Dardanelles du 28 mars au 20 juin 1915. Le cuirassé tirait sur les batteries côtières turques et se retrouva souvent « encadré par le feu de l'ennemi », ce qui valut à René Beaussant d'être proposé pour le grade de Commandeur de la Légion d'honneur.
Après l'échec de l'opération, il retrouve la partie orientale de la Méditerranée et participe à la défense du canal de Suez à Port-Saïd, allant jusqu'à débarquer son artillerie à terre. Mis en réserve après la fin du conflit, il est désarmé à Toulon le 21 juin 1920. Il devint ensuite navire école des mécaniciens de la Flotte à Toulon, avant d'y être démoli en 1934.
Les quatre tourelles principales du Jauréguiberry, de calibres 305 et 274 mm, ne comportaient qu'un seul canon.